# (262) Valda
Pour les articles homonymes, voir Valda.
(262) Valda est un astéroïde de la ceinture principale découvert par Johann Palisa le 3 novembre 1886 à Vienne.

## Nom
Le nom de la planète mineure a été proposé par la baronne Bettina Caroline de Rothschild ; pourtant l'origine de ce nom est inconnue.